# Habranthus bifidus
Habranthus bifidus é uma espécie de planta do gênero Habranthus.